# Кейбаб (Аризона)
Кейбаб (англ. Kaibab) — переписна місцевість (CDP) в США, в округах Коконіно і Могаве штату Аризона. Населення — 140 осіб (2020).

## Географія
Кейбаб розташований за координатами 36°52′52″ пн. ш. 112°43′29″ зх. д. / 36.88111° пн. ш. 112.72472° зх. д. (36.881003, -112.724833). За даними Бюро перепису населення США в 2010 році переписна місцевість мала площу 16,73 км², з яких 16,71 км² — суходіл та 0,02 км² — водойми.

## Демографія
Згідно з переписом 2010 року, у переписній місцевості мешкали 124 особи в 44 домогосподарствах у складі 27 родин. Густота населення становила 7 осіб/км². Було 52 помешкання (3/км²).
Расовий склад населення:
| - 83,1 % — корінних американців - 8,1 % — білих - 2,4 % — чорних або афроамериканців - 2,4 % — осіб інших рас |

До двох чи більше рас належало 4,0 %. Частка іспаномовних становила 6,5 % від усіх жителів.
За віковим діапазоном населення розподілялося таким чином: 41,9 % — особи молодші 18 років, 51,6 % — особи у віці 18—64 років, 6,5 % — особи у віці 65 років та старші. Медіана віку мешканця становила 24,0 року. На 100 осіб жіночої статі у переписній місцевості припадало 87,9 чоловіків; на 100 жінок у віці від 18 років та старших — 71,4 чоловіків також старших 18 років.
Середній дохід на одне домашнє господарство становив 26 843 долари США (медіана — 19 375), а середній дохід на одну сім'ю — 27 013 долари (медіана — 27 500). За межею бідності перебувало 29,9 % осіб, у тому числі 48,0 % дітей у віці до 18 років та 0,0 % осіб у віці 65 років та старших.
Цивільне працевлаштоване населення становило 64 особи. Основні галузі зайнятості: публічна адміністрація — 43,8 %, мистецтво, розваги та відпочинок — 15,6 %, сільське господарство, лісництво, риболовля — 10,9 %, роздрібна торгівля — 9,4 %.